# Emin Duraku
Emin Duraku, född 1918 i Gjakova i Kosovo, Kungariket Serbien, död den 5 december 1942 i Prizren, Kosovo, Kungariket Serbien, var en kosovoalbansk politiker.
Emin Duraku var en tidig medlem i den kommunist-jugoslaviska rörelsen och var överhuvud över den kommunistiska partiets regionala kommitté. Han blev arresterad på grund av sina kommunistiska aktiviteter men frikändes kort därefter. Under sitt återvändo, i samarbete med Fadil Hoxha, främjade han den kommunistiska motståndsrörelsen mot axelmakterna. Enligt en utsago blev han sårad i strid mot fascistiska styrkor och blev snart en martyr inom den kommunistiska propagandan.